# Nonarthra nigripes
Nonarthra nigripes es una especie de insecto coleóptero de la familia Chrysomelidae. Fue descrita científicamente en 1992 por Wang.